# Episodi di Covert Affairs (quinta stagione)
La quinta e ultima stagione della serie televisiva Covert Affairs, composta da 16 episodi, è stata trasmessa in prima visione assoluta negli Stati Uniti d'America dal canale via cavo USA Network dal 24 giugno al 18 dicembre 2014.
In lingua italiana la stagione è stata trasmessa in prima visione in Svizzera, da RSI LA1, dal 29 giugno al 20 luglio 2015; in Italia è stata trasmessa da Premium Stories, canale a pagamento della piattaforma Mediaset Premium, dal 20 settembre 2015 al 2 gennaio 2016, e in chiaro da TOP Crime dal 16 febbraio 2016.
Tutti i titoli originali degli episodi sono anche titoli di canzoni dei Pavement.
| nº | Titolo originale                 | Titolo italiano            | Prima TV USA     | Prima TV Svizzera/Italia |
| -- | -------------------------------- | -------------------------- | ---------------- | ------------------------ |
| 1  | Shady Lane                       | Il ritorno di Annie        | 24 giugno 2014   | 29 giugno 2015           |
| 2  | False Skorpion                   | Una missione per due       | 1º luglio 2014   | 30 giugno 2015           |
| 3  | Unseen Power of the Picket Fence | Il postino                 | 8 luglio 2014    | 1º luglio 2015           |
| 4  | Silence Kit                      | Sotto silenzio             | 15 luglio 2014   | 2 luglio 2015            |
| 5  | Elevate Me Later                 | Viaggio a Parigi           | 22 luglio 2014   | 3 luglio 2015            |
| 6  | Embassy Row                      | FSB: Servizi Segreti Russi | 29 luglio 2014   | 6 luglio 2015            |
| 7  | Brink of the Clouds              | Attacco con drone          | 5 agosto 2014    | 7 luglio 2015            |
| 8  | Grounded                         | La sospensione             | 12 agosto 2014   | 8 luglio 2015            |
| 9  | Spit on a Stranger               | Amici e nemici             | 19 agosto 2014   | 9 luglio 2015            |
| 10 | Sensitive Euro Man               | Intrigo internazionale     | 26 agosto 2014   | 10 luglio 2015           |
| 11 | Trigger Cut                      | Premio di rischio          | 6 novembre 2014  | 13 luglio 2015           |
| 12 | Starlings of the Slipstream      | Sorvegliato speciale       | 13 novembre 2014 | 14 luglio 2015           |
| 13 | She Believes                     | Vendetta personale         | 20 novembre 2014 | 15 luglio 2015           |
| 14 | Transport is Arranged            | Missione recupero          | 4 dicembre 2014  | 16 luglio 2015           |
| 15 | Frontwards                       | L'evasione                 | 11 dicembre 2014 | 17 luglio 2015           |
| 16 | Gold Soundz                      | La scelta di Auggie        | 18 dicembre 2014 | 20 luglio 2015           |

## Il ritorno di Annie
- Titolo originale: Shady Lane
- Diretto da: Félix Alcalá
- Scritto da: Matt Corman e Chris Ord

### Trama
Annie è fuori dalla rete da quattro mesi da quando ha ucciso Henry: la sua storia di un tranquillo soggiorno in spiaggia convince il poligrafo ma non Auggie o Calder. Khalid Ansari riappare a Chicago e viene ritrovato ucciso, ma lascia prove che portano a Borz Altan, un veterano musulmano sia dell'esercito americano che della società di sicurezza privata di Ryan McQuaid. Con un indizio fornitole da McQuaid, Annie identifica quella che sembra essere una minaccia terroristica contro il Chicago Board of Trade, ma in realtà è uno stratagemma per infiltrare un attentatore suicida (ovvero il fratello di Borz) nella struttura segreta della CIA a Chicago, dove uccide dodici agenti tra cui un caro amico di Auggie. Calder rimane come direttore ad interim delle attività clandestine mentre Joan viene reintegrata a capo della Protezione Nazionale al suo ritorno dal congedo di maternità. Annie chiede di tornare a lavorare con Auggie come agente supervisore, ma sta nascondendo una condizione medica che provoca improvvisi attacchi respiratori. Mentre Arthur accetta un lavoro alla McQuaid Security, Calder assegna ad Annie la missione di trovare Borz e i suoi sostenitori che hanno chiaramente una conoscenza interna delle operazioni della CIA.
- Ascolti USA: telespettatori 1 800 000[4]

## Una missione per due
- Titolo originale: False Skorpion
- Diretto da: Stephen Kay
- Scritto da: Stephen Hootstein

### Trama
Annie segue le tracce di Borz fino a Maracaibo dove lo segue dentro una moschea, ma trova invece McQuaid con tre uomini. L'uomo le propone di lavorare insieme, dicendo che la sua intenzione è quella di catturare Borz, interrogarlo privatamente per un'ora, quindi consegnarlo alla CIA. Annie rifiuta e alla fine riesce a localizzare Borz da sola ma nella lotta che segue ha un altro attacco e lascia a McQuaid il compito di catturarlo; in seguito il suo medico dice ad Annie che ha un problema al cuore e McQuaid accetta di mantenere il segreto. Ora cooperando come lui come aveva inizialmente proposto, si preparano a condurre Borz oltre il confine con la Colombia. Nel frattempo, il primo giorno di lavoro di Arthur include un incontro a cena con il vice di McQuaid, Caitlyn Cook, mentre il debriefing di Auggie a Hayley Price, un membro del National Counterterrorism Center, porta a un incontro romantico quella sera.
- Ascolti USA: telespettatori 1 720 000[5]

## Il postino
- Titolo originale: Unseen Power of the Picket Fence
- Diretto da: Stephen Kay
- Scritto da: Tamara Becher-Wilkinson

### Trama
Quando il loro primo tentativo di lasciare il Venezuela fallisce, Annie e McQuaid si separano dai suoi uomini e portano Borz a Caracas, dove muore nonostante i tentativi di cure mediche di McQuaid. Annie ha la possibilità di interrogare Borz per prima, e sostenendo di essere in grado di aiutare sua sorella (in realtà morta per mano di Annie) scopre che si è incontrato a Washington con qualcuno chiamato "il postino". Auggie chiede aiuto a un eccentrico ex agente della CIA, Roger Bennett, per trovare questo postino e Bennett raccoglie alcuni risultati. Caitlyn riesce a fare in modo che Annie e McQuaid lascino il Venezuela e al loro ritorno Annie riceve una nuova pistola come regalo da McQuaid. Nel frattempo, Hayley declina ogni intenzione di continuare ad andare a letto con Auggie, ma escogita una scusa per andarlo a trovare mentre Calder è frustrato dalle sue nuove responsabilità amministrative e si confida con la escort che vede regolarmente.
- Ascolti USA: telespettatori 1 440 000[6]

## Sotto silenzio
- Titolo originale: Silence Kit
- Diretto da: Félix Alcalá
- Scritto da: Zak Schwartz

### Trama
Auggie scopre che gli attentatori di Chicago hanno acquistato le loro informazioni privilegiate da un impiegato della National Security Agency di nome Harris Wilson che vive a Washington. Annie viene ferita in un incidente d'auto e ricoverata in ospedale, dove i medici trovano prove delle sue condizioni cardiache. Dopo aver scoperto Wilson, per Annie inizia quella che crede sarà la sua ultima notte come agente sul campo della CIA mentre il senatore Pierson riceve un premio durante una festa di gala. Annie alla fine racconta ad Auggie delle sue condizioni del cuore, rivelando che è andata da Eyal per farsi diagnosticare all'insaputa della CIA. Annie entra nell'ufficio dello psicoterapeuta di Wilson, scopre che sta avendo una relazione e tenta senza successo di usare queste informazioni per reclutare la moglie di Wilson contro di lui. Tornata a casa in preda alla disperazione, la donna viene attaccata da Wilson e lo uccide con la sua nuova pistola: le prove poi trovate a casa di Wilson impediscono però un attacco a un'altra struttura della CIA e suggeriscono che i soldi per le informazioni di Chicago provenissero da qualcuno a Parigi. Nel frattempo, alla festa, Arthur convince il senatore a dare un lucroso contratto alla McQuaid Security e Joan scopre la relazione segreta di Calder per poi esortarlo a mettervi fine. Il giorno successivo, Annie scopre che Auggie ha modificato le sue cartelle cliniche, in modo che possano continuare a lavorare insieme.
- Ascolti USA: telespettatori 1 520 000[7]

## Viaggio a Parigi
- Titolo originale: Elevate Me Later
- Diretto da: Jamie Barber
- Scritto da: Karen Campbell

### Trama
Auggie e Annie si recano a Parigi, dove Auggie farà in modo che la sua ex fiamma Natasha Petrovna gli costruisca una chiave software che permetta loro di entrare nel computer di un ex agente dell'FSB, Ivan Kravec, a cui è collegato l'attentato di Chicago. Natasha accetta solo in cambio che l'FBI lasci cadere le accuse che la rendono incapace di viaggiare liberamente negli Stati Uniti: la ragazza costruisce la chiave ma l'FBI nega la richiesta di Calder di cancellarla dalla black list. Auggie racconta la verità a Natasha nonostante il parere contrario di Annie, avendo giurato di essere onesta con lei. Dopo una notte romantia, Auggie si sveglia scoprendo che Annie ha rubato la chiave e l'ha usata per completare la missione, drogando Kravec in modo tale da fargli credere di aver passato la notte assieme a lui: i dati bancari del computer di Kravec dimostrano che ha effettivamente finanziato l'attentato di Chicago. Auggie è molto deluso dal fatto che Annie abbia tradito la sua fiducia; Annie dice a Natasha di essere la sola responsabile dell'accaduto e Natasha in seguito appare nella casa di Auggie a Washington. Nel frattempo, Arthur e Caitlyn visitano l'Iraq per una vendita commerciale e ognuno rimane colpito dall'altro per il reciproco coraggio quando il loro convoglio viene attaccato.
- Ascolti USA: telespettatori 1 700 000[8]

## FSB: Servizi Segreti Russi
- Titolo originale: Embassy Row
- Diretto da: Jamie Barber
- Scritto da: Henry Alonso Myers

### Trama
Annie vola a Parigi, dove Kravec la invita a una festa presso l'ambasciata russa; Auggie e i suoi tecnici disabilitano i sistemi informatici in modo da non essere riconosciuta da impronte digitali o dal viso. Ma Kravec, non ingannato dal suo precedente incontro, droga contro la sua volontà Annie e la mette nel bagagliaio di un'auto pensando di portarla a Mosca. McQuaid, che stava partecipando alla stessa festa con l'intenzione di acquistare elicotteri russi per la Defence Intelligence Agency, la segue e la salva per poi ferire e catturare Kravec. Interrogato di nuovo da Annie sulla sua intervista privata con Borz, egli afferma di avere una talpa nella sua azienda che vende segreti ma che Borz non era stato d'aiuto nella sua indagine. A Washington, Auggie ospita Natasha e ha intenzione di rompere con Hayley, ma le indagini di quest'ultima riguardano proprio Annie e decide pertanto di continuare a uscire con lei per monitorarla. La stessa indagine rivela una patente di guida per l'amante di Calder nel suo apparente vero nome, Stephanie Banks: Calder conferma la sua fiducia in lei e gli viene detto che faceva solo parte di un controllo casuale dei partecipanti al gala. Joan chiede ad Auggie informazioni sul viaggio di Arthur e scopre che era in grave pericolo in Iraq: quando si confronta con il marito, essi si lamentano a vicenda della loro situazione e Joan chiede quindi a Calder di portare Arthur a Langley come consulente esterno dell'intelligence russa.
- Ascolti USA: telespettatori 1 660 000[9]

## Attacco con drone
- Titolo originale: Brink of the Clouds
- Diretto da: Félix Alcalá
- Scritto da: Hayley Tyler

### Trama
Kravec dice sotto interrogatorio di aver gestito le finanze dell'attentato di Chicago per il terrorista solitario Farouk Al-Tabrizi, che in realtà è l'ex agente della CIA Nathan Mueller, che ha lavorato con Auggie prima di uscire dalla rete diversi anni fa. Kravec ha inviato un corriere con bancomat per trovarlo in Azerbaigian e Annie lo segue insieme a McQuaid e due dei suoi uomini. Con l'aiuto di un signore della guerra locale, trovano la base di Mueller ma poiché è troppo forte per poterlo attaccare frontalmente, Calder ordina un raid con un drone per distruggergli la base operativa. Annie e la sua squadra vengono catturati e portati all'interno della base ma riescono a fuggire prima che i missili colpiscano l'obbiettivo assegnato. A Washington, Hayley dice ad Auggie di essere a conoscenza delle condizioni di Annie ma lui la convince a ritardare la denuncia. Natasha sta uscendo con Auggie ma osserva il suo appuntamento con Hayley hackerando una telecamera del traffico. Quando Auggie rifiuta di abbandonare la CIA per scappare di nuovo con lei, Natasha se ne va ma non prima che Hayley li veda insieme. Stephanie viene arrestata con un cliente russo mentre Calder la fa liberare e poi interrompe la relazione con lei, ma questo lo tiene lontano da Langley in un momento cruciale e gli fa guadagnare un rimprovero da Joan. Bennett dice ad Auggie di avere ulteriori importanti informazioni su Mueller.
- Ascolti USA: telespettatori 1 640 000[10]

## La sospensione
- Titolo originale: Grounded
- Diretto da: Larysa Kondracki
- Scritto da: Hank Chilton

### Trama
Hayley riferisce delle condizioni del cuore di Annie a Calder, che la rimuove dal lavoro sul campo, e ai suoi superiori, che diventano sospettosi dell'intera indagine della CIA sull'attentato. Bennett dice ad Auggie e Annie che Kravec, ora tornato in Russia dopo uno scambio di spie, ha mentito sul fatto che Mueller fosse il suo sostenitore ma per 100 000 dollari, afferma Bennett, una fonte dell'ambasciata russa gli fornirà documenti che rivelano la verità. Annie ottiene i soldi da McQuaid, che nasconde la sua destinazione a Caitlyn, e li porta a casa di Bennett ma viene interrotta quando Bennett si lancia contro un uomo sconosciuto nel corridoio. Convocata insieme a Calder e Joan a un incontro con il vicedirettore della National Intelligence, Annie lascia l'edificio per rispondere a una frenetica chiamata di Bennett che le chiede di incontrarlo alla stazione ferroviaria di Brunswick. McQuaid la porta lì con il suo elicottero, ma trovano Bennett morto, colpito da un'auto e con una valigetta piena di documenti sulle teorie del complotto. Calder è quasi sostituito e Joan sospende Annie dal suo incarico e più tardi racconta ad Arthur di essere preoccupata che la CIA possa scoprire cosa successe diversi anni fa nei Balcani. Annie visita McQuaid a casa sua e, dopo una piacevole conversazione durante la notte, vengono interrotti: Annie da una telefonata di Auggie che sospetta che Bennett sia stata incastrato e ucciso, e McQuaid dall'uomo che era a casa di Bennett.
- Ascolti USA: telespettatori 1 620 000[11]

## Amici e nemici
- Titolo originale: Spit on a Stranger
- Diretto da: Emile Levisetti
- Scritto da: Joseph Sousa

### Trama
Avendo appreso con Auggie che il misterioso uomo è un ex dipendente di McQuaid, Annie si dimette dalla CIA e accetta l'offerta di lavoro di McQuaid. Con l'aiuto di Auggie è presto in grado di copiare i file sul computer di McQuaid e scoprono che diversi ex dipendenti di McQuaid, incluso Borz, fanno tutti parte di un'organizzazione chiamata "Flint". McQuaid dice quindi ad Annie, prima di essere interrogata, che l'organizzazione svolge operazioni segrete per il Pentagono al di fuori della principale compagnia di McQuaid. Anche Arthur è in grado di verificarlo e poi fornisce ad Annie un indirizzo dove trova una fabbrica abbandonata e mentre inizia a indagare su un seminterrato, viene accolta da Caitlyn, che dice di averla seguita fin lì per proteggere la compagnia dalle sue spie. Entrambi scendono al piano di sotto dove vengono attaccati da due uomini; Caitlyn ne uccide uno ma l'altro fugge. Arthur, Caitlyn e Annie esaminano quindi il seminterrato, trovano segni di una recente esplosione e concludono che è stato utilizzato per pianificare l'attentato di Chicago. Lo dicono a Calder e Joan, che ordinano l'arresto di McQuaid ma quella notte McQuaid arriva nell'appartamento di Annie, con una soffiata sulla caccia all'uomo. Tenuto sotto tiro da Annie, le dice di fidarsi del suo istinto e di sparargli oppure lasciarlo andare: sceglie quest'ultima opzione e poi mente ad Auggie di averlo incontrato. Calder scopre che Auggie ha falsificato le cartelle cliniche di Annie, ma rifiuta di proseguire nella questione dopo che i sospetti di Auggie e Annie sono stati confermati.
- Ascolti USA: telespettatori 1 630 000[12]

## Intrigo internazionale
- Titolo originale: Sensitive Euro Man
- Diretto da: Larysa Kondracki
- Scritto da: Tamara Becher-Wilkinson

### Trama
Con Ryan in fuga, Arthur e Caitlyn tentano di eseguire l'ultimo contratto della McQuaid Security, fornendo l'apparato di sicurezza per la firma di un trattato negoziato dal diplomatico georgiano istruito negli Stati Uniti Aleksandre Belenko. Caitlyn apre la compagnia alle indagini della CIA su Ryan, ma nasconde il portatile personale di Ryan. Annie incontra Ryan nel National Arboretum, quindi lo sorvegliarlo con un fucile da cecchino da lontano mentre Ryan conduce un incontro con Caitlyn. Gli dà il portatile, in cui Ryan scopre un dispositivo di localizzazione GPS impostato per trasmettere una volta acceso. Ryan e Annie vanno nella casa sicura dell'ex, dove trascorrono del tempo insieme e poi accendono il laptop. Presto arrivano tre assassini che vengono facilmente sopraffatti con addosso del materiale che Annie capisce che dovrebbe incastrare Ryan per un attacco bomba alla firma del trattato. Dice ad Auggie di far evacuare l'hotel ed entrambi vanno lì ma Annie viene fermata da Hayley, che tenta di arrestarla da sola nonostante gli sia stata negata l'autorità necessaria per farlo. Alla fine Annie la convince abbastanza per aiutare a fermare il corteo, dove una delle auto contiene la bomba; Ryan entra nell'edificio e affronta Caitlyn, che gli spara. Annie trova quindi Caitlyn nel garage dove iniziano a lottare fra di loro, ma Belenko arriva e spara a Caitlyn prima che Annie riesca a catturarla. Belenko torna in Georgia, dicendo a qualcuno al telefono che i suoi piani a Istanbul continueranno senza l'aiuto di Caitlyn. Ryan viene ricoverato in ospedale e Auggie e Hayley acconsentono a una tregua mentre parte per un nuovo lavoro. Nel frattempo, Calder chiede aiuto alla sua ex amante per ottenere informazioni dal suo cliente dell'ambasciata russa dopo che la risorsa dell'ambasciata di Joan si dimostra non collaborativa.
- Ascolti USA: telespettatori 1 790 000[13]

## Premio di rischio
- Titolo originale: Trigger Cut
- Diretto da: Stephen Kay
- Scritto da: Stephen Hootstein

### Trama
Arthur apprende dal diario di Caitlyn che aveva in programma di incontrare qualcuno chiamato "Q" a Istanbul, quindi Annie lascia la casa di Ryan per andare lì: la ragazza trova uno degli uomini di Belenko che incontra un siriano di nome Mahmoud Qabbani, un trafficante d'armi ricercato dal Mossad. Annie affronta Qabbani in uno stabilimento balneare, ma Eyal arriva e lo uccide proprio mentre stava per dirle cosa gli stava comprando Belenko. Eyal decide con riluttanza di ritardare la sua partenza per aiutarla a cercare di capire e fermare tutto ciò che Belenko sta pianificando, ma perdono di vista il pacchetto di armi. Annie ritorna a Washington, dove Ryan ha ripreso conoscenza. Nello stesso ospedale c'è Auggie, il cui vecchio amico Tony sembra essere morto per avvelenamento da alcol, dopo essere stato licenziato dal suo lavoro presso il Dipartimento di Stato per aver fatto trapelare i piani di viaggio di Belenko per aiutare Auggie a trovarlo. L'amante di Calder accetta di aiutare la CIA a tracciare il telefono del suo cliente dell'ambasciata russa, rifiutando il pagamento promesso dopo che ha avuto successo e invitando Calder a usare il suo vero nome Sydney.
- Ascolti USA: telespettatori 1 220 000[14]

## Sorvegliato speciale
- Titolo originale: Starlings of the Slipstream
- Diretto da: Christopher Gorham
- Scritto da: Karen Campbell

### Trama
Auggie viene arrestato dopo aver litigato con il medico legale su Tony e quando Annie lo salva, le dice che pensa che Belenko stia sistematicamente uccidendo i membri della sua vecchia unità dell'esercito: uno era a Chicago e un altro, Tony, potrebbe essere stato il bersaglio dell'attentato. Annie fa irruzione nell'appartamento di Tony e scopre che è stato ucciso con un sofisticato veleno sintetico ma solo pochi laboratori sono riusciti a produrlo, incluso uno a Essen, dove Belenko è stato di recente. Annie trova un chimico che viene sorvegliato da Olga, un'esperta assassina dell'FSB che Annie ed Eyal avevano già incontrato a Istanbul. Annie riesce a salvare il chimico, che le dice che era l'amante di Belenko ma si suicida con lo stesso veleno prima di dirle di più: Annie viene arrestata per il crimine e portata via da Olga, che afferma di essere un agente dell'Interpol e poi la libera, dicendole che sono dalla stessa parte. A Washington, Calder chiede alla sua amante di intensificare i suoi contatti con il suo cliente dell'ambasciata russa, che è meglio addentrato di quanto pensassero. Ryan dà ad Auggie un nuovo computer e fa in modo che uno dei suoi uomini resti con lui per protezione. Joan subisce il test del poligrafo alla CIA che le ha chiesto informazioni sui Balcani, ma i contatti di Arthur gli dicono che questa era semplicemente una preparazione per una nuova offerta di lavoro a Joan. Due uomini irrompono nell'appartamento di Auggie, lo sopraffanno e lo portano via in macchina.
- Ascolti USA: telespettatori 1 130 000[15]

## Vendetta personale
- Titolo originale: She Believes
- Diretto da: Christine Moore
- Scritto da: Hayley Tyler

### Trama
Ryan scopre che Auggie e la sua guardia del corpo Pete sono scomparsi e la CIA li rintraccia nel porto di Baltimora, dove trovano Pete morto e capiscono che Auggie è stato portato via su una nave. Olga dice ad Annie di essere un'agente dell'FSB in cerca di vendetta privata su Belenko, che le ha ucciso suo marito. Olga suggerisce di cooperare per ucciderlo, ma una volta che Annie è a conoscenza della difficile situazione di Auggie, insiste sul fatto che invece lo catturino. Le due donne riescono a catturarlo e iniziano a torturarlo, apprendendo che Auggie è ancora vivo, ma i suoi uomini seguono un dispositivo di localizzazione in bocca e presto lo liberano; Olga viene uccisa. Calder e Joan catturano Mashkov, l'ufficiale dell'ambasciata russa, in strada e minacciano di esporlo per aver dato segreti a Sydney, a meno che non dia loro tutti i file dell'FSB su Belenko. Dai file estratti risulta che Belenko non proviene in realtà dalla Georgia ma dalla Cecenia, dove un tempo serviva l'unità di Auggie. Auggie viene portato in Cecenia al cospetto di Belenko, il quale afferma che Auggie ha qualcosa che lui vuole. Ryan e Annie partono insieme per tentare di salvarlo, con la promessa del pieno sostegno della CIA da parte di Calder e Joan.
- Ascolti USA: telespettatori 1 350 000[16]

## Missione recupero
- Titolo originale: Transport is Arranged
- Diretto da: Emile Levisetti
- Scritto da: Henry Alonso Myers

### Trama
Nel 2005, l'unità operativa speciale di Auggie partecipava a uno scambio di prigionieri con ribelli ceceni a Groznyj che si era concluso con una sparatoria. Il compagno di squadra di Auggie Jim Deckard, fingendosi uno dei ceceni, uccise il prigioniero ceceno per salvare Auggie e poi scomparve. Nel presente, Belenko tortura Auggie nello stesso edificio, dicendogli che il prigioniero morto era suo fratello e chiede pertanto ad Auggie dove si trova Deckard. Auggie resiste fino a quando Belenko non tortura anche Natasha, che è stata catturata per strada a Budapest. Proprio mentre Auggie sta per parlare, Annie e Ryan iniziano il loro attacco all'edificio. Belenko scappa, assicurando la sua fuga sostenendo di avere un detonatore che farà esplodere l'intero edificio. L'uomo distrugge l'edificio ma Auggie e Natasha riescono a fuggire in tempo. Auggie dice che devono trovare Deckard prima di Belenko ma nel frattempo, proprio mentre Calder chiama per rimandare il suo primo appuntamento non commerciale con Sydney, un uomo arriva alla sua porta e le spara.
- Ascolti USA: telespettatori 1 380 000[17]

## L'evasione
- Titolo originale: Frontwards
- Diretto da: Stephen Kay
- Scritto da: Stephen Hootstein

### Trama
Auggie, Annie e Ryan viaggiano all'ultimo indirizzo noto di Deckard a Buenos Aires e scoprono che si trova in una prigione per una questione non correlata. Presto apprendono di essere inseguiti da una squadra speciale della polizia argentina, corrotta da Belenko, usando un localizzatore che l'uomo ha piazzato su Auggie. A Washington, Calder prende a pugni Mashkov e gli fa domande sulla sparatoria di Sydney che è viva ma è grave; egli incolpa Belenko e la CIA conferma che Langer, l'uomo di Belenko, ha eseguito il tentato assassinio. Calder si unisce ad una squadra che insegue Langer, che è stato visto l'ultima volta in Virginia occidentale. Incontrando un funzionario dell'FSB per scusarsi per il pestaggio, Joan scopre che l'FSB ora vuole Belenko morto e chiede ad Annie di prenderlo vivo se possibile. Ryan viene arrestato per far uscire Deckard dalla prigione, riuscendoci proprio quando arriva Belenko. La CIA estrae Auggie e Deckard mentre Annie e Ryan rimangono e catturano Belenko ma dovendo fuggire con lui attraverso la città, scoprono che l'intera squadra di polizia dispiegata per le strade è stata uccisa in un'esecuzione: Belenko interpreta l'accaduto come un messaggio secondo il quale l'FSB lo vuole davvero morto.
- Ascolti USA: telespettatori 1 310 000[18]

## La scelta di Auggie
- Titolo originale: Gold Soundz
- Diretto da: Stephen Kay
- Scritto da: Matt Corman e Chris Ord

### Trama
Langer sfugge alla squadra di Calder e si reca a Washington, dove uccide e impersona un impiegato della CIA di basso livello per entrare nel quartier generale di Langley. Annie e Ryan, con l'assistenza attiva di Belenko, alla fine sconfiggono una squadra d'élite di assassini russi in uno scontro a fuoco al cimitero della Recoleta. Durante lo scontro e di nuovo inseguiti, Ryan chiede ad Annie di sposarlo. Langer blocca Auggie e Deckard in una stanza degli interrogatori e rilascia un gas velenoso, ma Calder li salva, sparando a Langer e vendicando così l'attacco a Sydney che è ancora incosciente. Un politico chiede ad Arthur di candidarsi per il Senato degli Stati Uniti, disponendo di declassificare la vera storia delle sue dimissioni dalla CIA. Joan è incaricata di dirigere una nuova task force speciale e ottiene il permesso di ripristinare Annie come agente della CIA nonostante le sue condizioni cardiache. Auggie in seguito rivela ad Annie che sta lasciando la CIA per poter viaggiare per il mondo con Natasha, la quale intanto ha ricevuto la piena immunità dall'FBI, e l'aiuta infine a prendere una decisione importante per la sua carriera.
- Ascolti USA: telespettatori 1 590 000[19]